# Plochonos rudý
Plochonos rudý (Callanthias ruber) je paprskoploutvá ryba z čeledi plochonosovití (Callanthiidae).
Druh byl popsán roku 1810 ichtyologem Constantinem Samuelem Rafinesquem.

## Popis a výskyt
Maximální délka ryby je 60 cm.
Tělo podlouhlé, zploštělé, růžové barvy. Boční strana a ploutve žluté.
Byla nalezena ve vodách východního Atlantiku: Lamanšský průliv, občas Mauretánie, Madeira, Azory, Kanárské ostrovy, celé Středomoří. Obývá útesy, dna i jeskyně.